# أياندا غكابا
أياندا غكابا (بالإنجليزية: Ayanda Gcaba)‏ (مواليد 8 مارس 1986) هو لاعب كرة قدم جنوب أفريقي يلعب حاليًا لصالح نادي أورلاندو بايرتس.

## مسيرته الكروية
لعب أياندا غكابا خلال مسيرته الاحترافية مع 3 أندية في أحد عشر موسمًا وسجل خلالها 8 أهداف ضمن 161 مباراة. حيث فاز في موسم واحد بالكأس ولم يفز بأي دوري.
خاض أياندا غكابا مسيرته مع Free State Stars F.C. ‏ في موسم 2008–09 ليلعب معه أربعة مواسم، مشاركًا في 67 مباراة سجل خلالها هدفين. ثم انتقل إلى نادي أورلاندو بيراتس في موسم 2012–13 ليلعب معه ستة مواسم، حيث شارك في 87 مباراة سجل خلالها 6 أهداف. لينتقل بعدها إلى بلاتينيوم ستارز ‏ في موسم 2017–18 لمدة موسم واحد، مشاركًا في 7 مباريات ولم يسجل أي هدف.

## روابط خارجية
- أياندا غكابا على موقع ناشيونال فوتبول تيمز (الإنجليزية)
- أياندا غكابا على موقع Soccerway.com (الإنجليزية)